# Wasserbuch
Das Wasserbuch verzeichnet in Deutschland und in Österreich Rechtsverhältnisse mit Bezug zu Gewässern. Es hat damit eine ähnliche Funktion für Wasserrechte, wie sie das Grundbuch für Liegenschaften hat.

## Deutschland
In Preußen wurde schon 1913 die Grundlage für die Wasserbücher mit dem Preußischen Wassergesetz eingeführt.
Grundlage für das Wasserbuch ist § 87 Wasserhaushaltsgesetz (WHG). Einzutragen sind nach dem WHG erteilte Erlaubnisse (soweit sie nicht nur vorübergehenden Zwecken dienen), Bewilligungen, alte Rechte und alte Befugnisse, Planfeststellungsbeschlüsse und Plangenehmigungen sowie Wasserschutzgebiete, Risikogebiete und festgesetzte Überschwemmungsgebiete.
In Deutschland werden die Wasserbücher meist von den unteren Wasserbehörden geführt – dies sind in der Regel die Umweltämter der Kreise und kreisfreien Städte. In einigen Bundesländern werden digitale Ausgaben des Wasserbuches von den oberen Wasserbehörden gepflegt.
Die Eintragungen im Wasserbuch haben keine rechtsbegründende oder rechtsändernde Wirkung: Wird ein in Wahrheit nicht bestehendes Rechtsverhältnis versehentlich eingetragen, so entsteht dadurch kein Wasserbenutzungsrecht; wird ein Rechtsverhältnis fälschlicherweise gelöscht, so hat das auf seinen Fortbestand keinen Einfluss.
Die Eintragung stellt damit lediglich einen so genannten beurkundenden Verwaltungsakt dar (BVerwGE 37, 103 ff). Beurkundende Verwaltungsakte enthalten keine Verfügungen über eine Rechtslage, begründen oder ändern sie nicht, haben also keinen konstitutiven Charakter.
Die Eintragung im Wasserbuch begründet daher auch keine rechtliche, wohl aber immerhin eine tatsächliche Vermutung; in diesem Sinne sind sie als Beweismittel geeignet. Dies gilt für Behörden wie für Rechtsinhaber und sonstige Betroffene. Wer sich auf die Unrichtigkeit beruft, muss den Gegenbeweis führen. Die Eintragung ist so etwas wie ein „Beweis des ersten Anscheins“.

### Nordrhein-Westfalen
Das Wasserbuch wird in NRW von den Bezirksregierungen geführt.

## Österreich
Amtliche Wasserbücher gibt es in Österreich seit dem mittleren 19. Jahrhundert, etwa das steirische Wasserbuch seit 1872. Ihr Ursprung ist frühneuzeitlich. So ist etwa ein Bozener Wasserpuech der acht viertel im Stattgericht, die leg an der Talfermauer betreffend von 1599 überliefert.
Das Österreichische Wasserbuch (ÖWB) ist ein öffentliches Verzeichnis der Länder. Es ist in den §§ 124 bis 126 des Wasserrechtsgesetzes 1959, BGBl. Nr. 215/1959, in der Fassung BGBl. I, Nr. 73/2018 (WRG), geregelt. Alle wesentlichen Wasser(benutzungs)rechte werden in das Wasserbuch eingetragen. Das Wasserbuch begründet keine konstitutive Wirkung, das heißt, im Falle eines Widerspruchs zwischen Bewilligungsbescheid und Wasserbucheintragung gibt nur der Bescheid die wirkliche Rechtslage wieder. Trotzdem hat das Wasserbuch eine wichtige deklarative Wirkung.
Es besteht aus:
- der Evidenz der verliehenen Rechte,
- der Urkundensammlung zu den in der Evidenz ersichtlich gemachten Rechten (z. B. Bewilligungsbescheide),
- den erforderlichen Kartenwerken und Hilfsmitteln,
- der Übersicht über Wassergenossenschaften und Wasserverbände, ihre Satzungen und die zur Vertretung berufenen Organe sowie über ihre Mitglieder,
- verschiedene Verordnungen (Reinhalteverordnungen, Schutz- und Schongebiete, Sanierungspläne).

Der Name und die Anschrift des Berechtigten ist ebenso auszuweisen wie die Liegenschaft oder Betriebsanlage, mit der das Recht verbunden ist, sowie die Dauer, auf die dieses Recht verliehen wurde.
In Österreich führt der Landeshauptmann für jeden Verwaltungsbezirk ein Wasserbuch. Teilweise wird das Wasserbuch bereits mittels automationsunterstützter Datenverarbeitung geführt. So sind beispielsweise im Bundesland Niederösterreich landesweit sämtliche Wasserrechte im Wasserdatenverbund (WDV) abrufbar.
Wasserinformationssystem für acht Bundesländer:
Seit 2001 entwickeln und betreiben die Länder Salzburg, Kärnten, Vorarlberg, Burgenland und Steiermark ein gemeinsames Wasserinfomationssystem (WIS). Die Bundesländer Tirol (2009), Wien (2010), Niederösterreich (2016) und Oberösterreich (2019) haben sich dieser Kooperation ebenfalls angeschlossen. Die Harmonisierung der Datenmodelle und koordinierte Weiterentwicklung der verschiedenen Software-Komponenten bringt wesentliche Synergien mit sich. Neben den finanziellen Aspekten schafft diese Initiative einen einfachen und offenen Zugang zu den wasserwirtschaftlichen Datenbanken der genannten Bundesländer.
Die Einsichtnahme in das Wasserbuch ist jedermann, nach Maßgabe datenschutzrechtlicher Bestimmungen, gestattet.